# جوزيف بوتير
جوزيف بوتير (13 يناير 1839 - 2 يونيو 1906) (بالإنجليزية: Joseph Potter)‏ هو لاعب كريكت بريطاني.

## وصلات خارجية
- جوزيف بوتير على موقع إي آس بي آن كريك إنفو (الإنجليزية)